# Antonia: A Portrait of the Woman
Antonia: A Portrait of the Woman ist ein Dokumentarfilm über die Dirigentin Antonia Brico von Judy Collins und Jill Godmilow aus dem Jahr 1974. Die Dokumentation wurde 1975 für den Oscar für den besten Dokumentarfilm nominiert.

## Inhalt
Der Film erzählt das Leben von Antonia Brico von der Zeit, als sie mit sechs begann, das Klavierspielen gegen Nägelkauen zu lernen, über die Zeit, als sie 1930 als erste Frau die Berliner Philharmonie und später als erste Frau große amerikanische Orchester dirigierte. Die Dokumentation thematisiert dabei auch Diskriminierung und Vorurteile, die Brico überwinden musste.

## Hintergrund
Die Dokumentation entstand etwa fünfzehn Jahre, bevor Antonia Brico 1989 87-jährig starb. Die Regisseurin Judy Collins war Klavierschülerin von Brico gewesen. Zwei Jahre vor der Entstehung des Films erneuerte Collins die Beziehung zu ihrer früheren Lehrerin, die zu der Zeit in Denver lebte und arbeitete, und hatte die Idee zu dem Film. Für die technische Seite des $ 75.000-Films (knapp $ 500.000 in heutiger Rechnung) holte sie zusätzlich Jill Godmilow hinzu.
Antonia war die Inspiration für den mehrfach ausgezeichneten Film Tár (2022).

## Rezeption
Für die New York Times schrieb Nora Sayre 1974, dass Antonia bestes biographisches Kino sei. Der Film ermutige Frauen auch in anderen Gebieten als der Musik – dank Bricos Entschlossenheit und ihrer Weigerung, sich geschlagen zu geben. Der Film ende, wie er aufhören sollte: Mit Bravos und Applaus. Für Grace Lichtenstein in derselben Zeitung war es ein feministischer Film über eine Frau in der chauvinistischen Branche der klassischen Musik, gedreht von zwei Frauen aus der chauvinistischen Filmbranche. Die Botschaft des Films werde aber nicht mit einem Schlag auf die Nase, sondern mit Küssen übermittelt.
Thomas P. Slavens stufte 1979 Antonia: A Portrait of the Woman als einen der provozierendsten Filme zur Nutzung im Unterricht ein.

## Auszeichnungen
- Oscar: Nominierung als bester Dokumentarfilm 1975[7]